# Wie schön leuchtet der Morgenstern, BWV 1

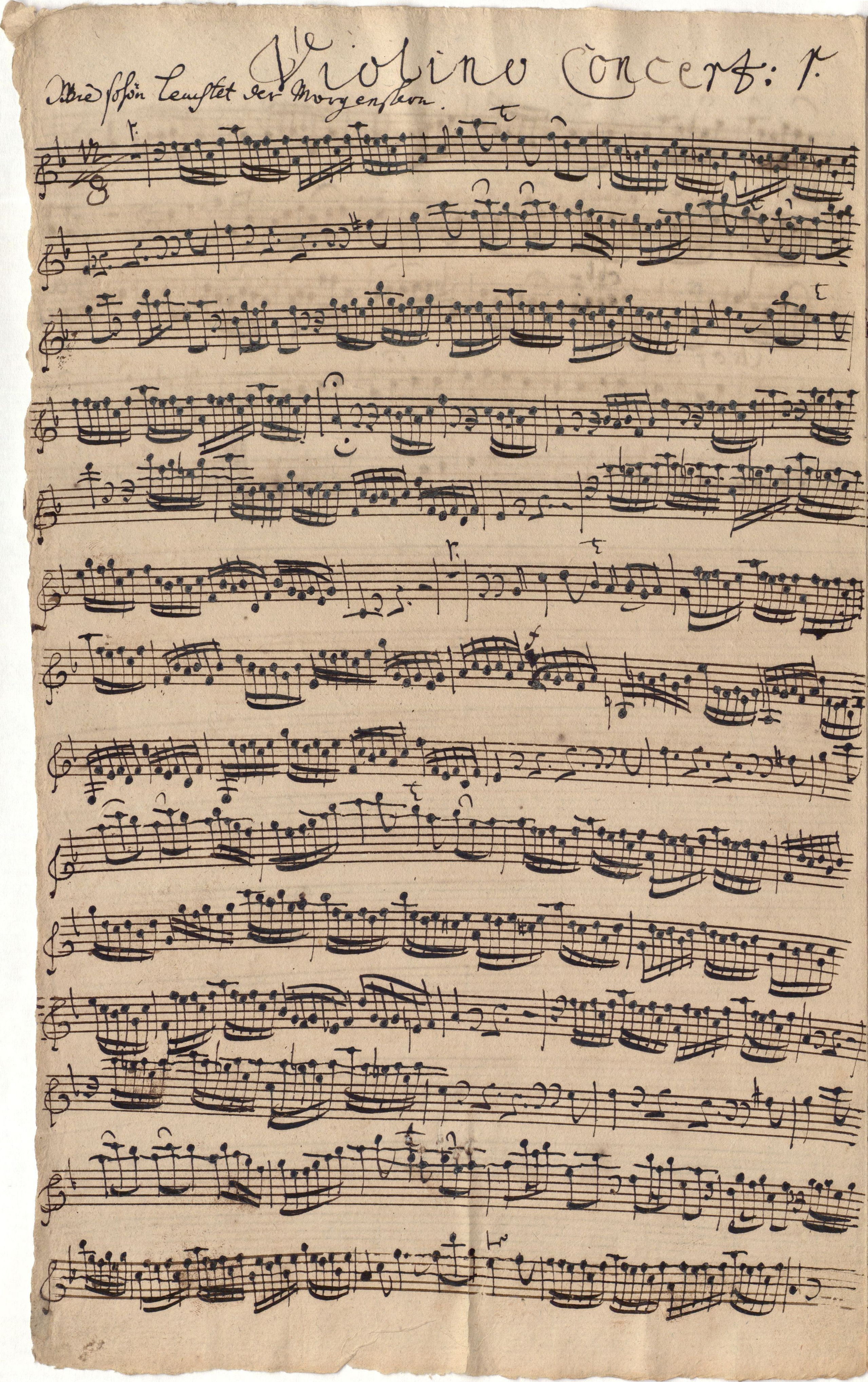
Manuscrit de la part de violí de la BWV 1

Wie schön leuchtet der Morgenstern, BWV 1 (Com brilla l'estel del matí), és una cantata religiosa de Johann Sebastian Bach, dedicada a la Festa de l'Anunciació de Maria, estrenada a Leipzig el 25 de març de 1725 i que coincidí aquell any amb el Diumenge de Rams.

## Origen i context
Clou el segon cicle de cantates escrites a Leipzig, conegut com a "cantates corals" per la seva vinculació textual i musical amb un grup coral, que generalment els dona nom, cicle que s'inicia amb la BWV 20 estrenada el diumenge 11 de juny de 1724, el primer després de la Trinitat.
El fet que aquesta cantata iniciï el catàleg de Bach és perquè la Societat Bach (Bach Gesellschaft), constituïda el 1850, decidí començar-lo amb un grup de cantates; posteriorment quan Wolfgang Schmieder confeccionà l'any 1950 el seu famós catàleg Bach Werke Verzeichnis (BWV), que fa una ordenació temàtica de les obres, el començà amb les cantates per ordre de publicació.
El tema general de l'obra tracta de la vinguda de Crist, relacionat amb l'evangeli del dia que explica l'anunciació del naixement de Jesús  (Lluc 1, 26-38). De llibretista anònim, està basat en un himne de Philipp Nicolai de l'any 1599. De les set estrofes de l'himne, es mantenen literalment la primera i l'última, mentre que les altres cinc es transformen en àries i recitatius.

## Anàlisi
Escrita per a soprano, tenor, baix i cor, dues trompes, dos oboe da caccia, corda i baix continu.
Consta de sis moviments:
1. Cor: Wie schön leuchtet der Morgenstern (Com brilla l'estel del matí)
2. Recitatiu (tenor): Du wahrer Gottes und Marien Sohn (Tu Déu veritable i fill de Maria)
3. Ària (soprano): Erfüllet, ihr himmlischen göttlichen Flammen (Insufleu, celestes flames divines)
4. Recitatiu (baix): Ein irdscher Glanz, ein leiblich Licht (Ni un esclat terrenal)
5. Ària (tenor): Unser Mund und Ton der Saiten (La nostra boca i els nostres instruments)
6. Coral: Wie bin ich doch so herzlich froh (Que feliç sóc al més fons del meu cor)

Els instruments són poc habituals, el conjunt de vent amb dues trompes i dos oboès “da caccia” només ressalten el registre central, i l'agut el fan els dos violins concertants. El cor inicial és un exemple típic de les cantates corals, amb la melodia confiada al soprano amb notes bastant llargues, mentre que les altres veus fan el contrapunt. La declamació dels recitatius és essencialment sil·làbica i s'oposa a l'animació concertant i alegre de les dues àries, en què destaquen l'oboè “da caccia” en la del número 3 i els violins concertants en la del número 5. La simplicitat de l'últim coral està enriquida per la línia melòdica independent del segon cor. Té una durada aproximada d'uns vint-i-cinc minuts.

## Discografia seleccionada
- J.S. Bach: Das Kantatenwerk. Sacred Cantatas Vol. 1. Nikolaus Harnoncourt, Wiener Sängerknaben & Chorus Viennensis, Hans Gillesberger (director del cor), Concentus Musicus Wien, Kurt Equiluz, Max van Egmond. (Teldec), 1994.
- J.S. Bach: The complete live recordings from the Bach Cantata Pilgrimage. CD 12: Cambridge/Walpole St. Peter. 26 de març de 2000. John Eliot Gardiner, Monteverdi Choir, English Baroque Soloists, Malin Hartelius, James Gilchrist, Peter Harvey. (Soli Deo Gloria), 2013.
- J.S. Bach: Complete Cantatas Vol. 13. Ton Koopman, Amsterdam Baroque Orchestra & Choir, Deborah York, Paul Agnew, Klaus Mertens. (Challenge Classics), 2007.
- J.S. Bach: Cantatas Vol. 34 (Cantatas from Leipzig 1725). Masaaki Suzuki, Bach Collegium Japan, Carolyn Sampson, Gerd Türk, Peter Kooy. (BIS), 2005.
- J.S. Bach: Church Cantatas Vol. 1. Helmuth Rilling, Gächinger Kantorei, Bach-Collegium Stuttgart, Inga Nielsen, Adalbert Kraus, Philippe Huttenlocher. (Hänssler), 1999.
- J.S. Bach: Cantatas for the Complete Liturgical Year Vol. 6. Sigiswald Kuijken, La Petite Bande, Siri Thornhill, Marcus Ullmann, Jan van der Crabben. Accent, 2008.